# Interstate 95 (Géorgie)
Cet article traite d'une section intra-État de l'autoroute. Pour l'article traitant de l’autoroute au complet, référez-vous à Interstate 95.
L'interstate 95 est une autoroute inter-États majeure de l'est des États-Unis, traversant notamment les villes de Miami, Washington, Philadelphie, New York et Boston. 
Dans sa section en Géorgie, longue de 180 kilomètres, elle suit la côte atlantique sur toute sa longueur, en traversant une région forestière, peu urbanisée. Toutefois, elle passe près de la 3e ville en importance de l'État, Savannah. Elle demeure une route moyennement empruntée en Géorgie

## Tracé
La section en Géorgie de l'Interstate 95 débute au-dessus de la rivière Saint-Marys, qui est aussi la frontière entre la Géorgie et la Floride. Depuis la Floride, la 95 arrive de Jacksonville (30 miles au sud), de Daytona Beach (120 miles au sud) et de Miami (380 miles au sud).
Pour ses 14 premiers miles dans l'État, elle conserve son orientation vers le nord, en passant à l'est de Kingsland, en plus de posséder quelques échangeurs avec des routes de campagne. Le territoire devient de plus en plus forestier et de moins en moins tropical alors qu'elle s'approche de Brunswick, principale ville de la région, chef-lieu du comté de Glynn. La 95 passe à l'ouest de la ville, en conservant son orientation parallèle à l'océan Atlantique. Au mile 40, elle passe à l'ouest de l'aéroport de Brunswick (BQK), puis suit de très près le tracé de la U.S. Route 17 sur plus de 60 miles, l'intersectant deux fois. Entre les miles 40 et 90, la région est très peu urbanisée, et la 95 ne possède que quelques échangeurs dans cette section.

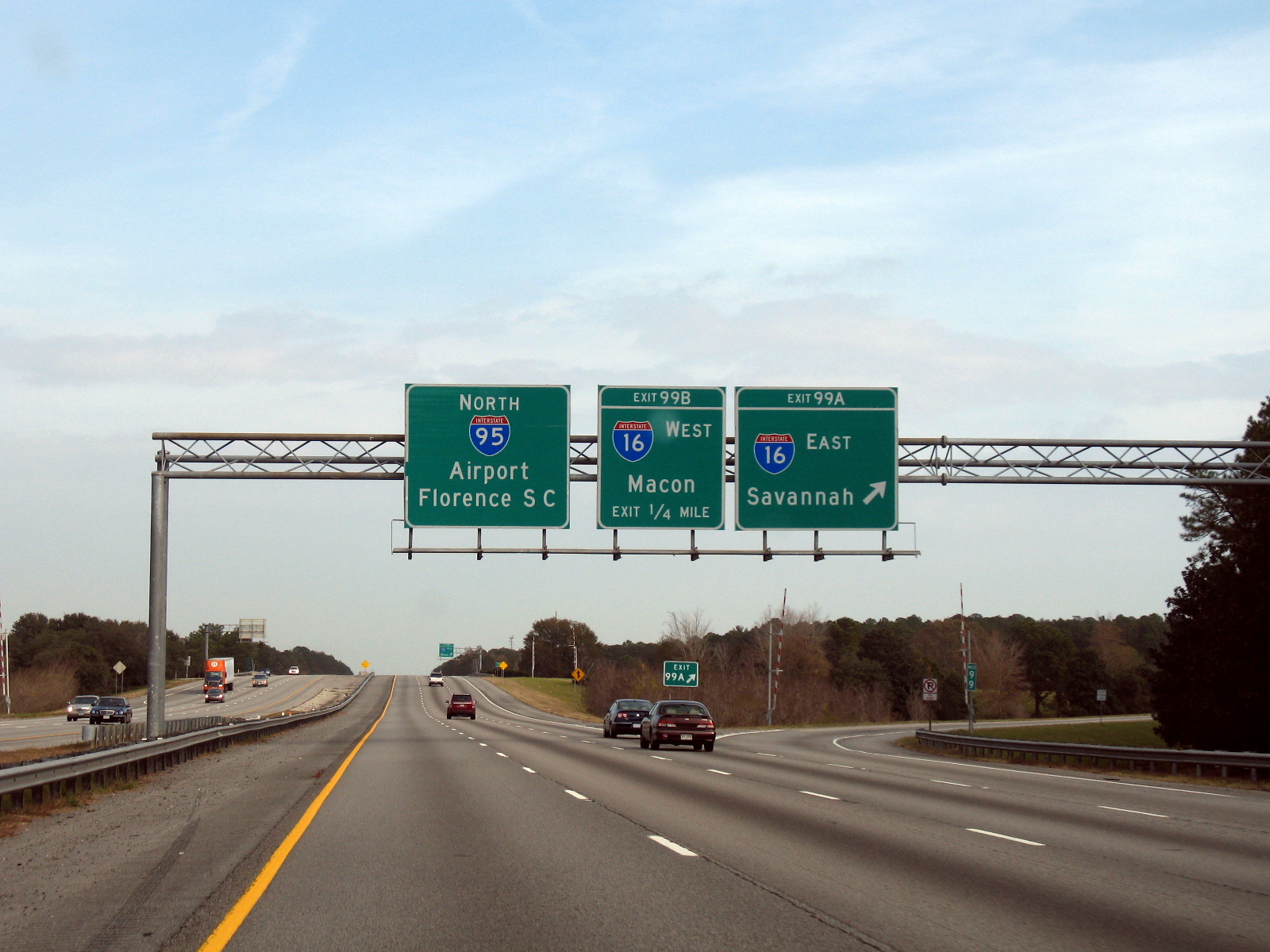
L'I-95 direction nord, à la hauteur de l'échangeur avec l'Interstate 16, à l'ouest de Savannah.

Entre les miles 87 et 90, elle contourne Richmond Hill par le sud-ouest, puis, toujours en se dirigeant vers le nord-nord-est, elle entre dans la grande région de Savannah. Elle croise notamment la route 94 de Géorgie, qui mène au sud de la ville, puis 5 miles plus au nord, elle croise l'Interstate 16 sur un échangeur en trèfle, qui mène vers le centre-ville de Savannah vers l'est, et vers Macon (2e ville de l'État) et Atlanta (plus grande ville de l'État) vers l'ouest.
Au mile 104, 5 miles au nord de l'échangeur avec la I-16, la sortie 104 permet l'accès à l'aéroport de Savannah (SAV), puis tout juste au nord de cette sortie, elle courbe vers le nord-est légèrement. La sortie 109, avec la route 21 de Géorgie, est la dernière sortie de l'État. 3 miles plus au nord, elle passe au-dessus de la Savannah, qui constitue la frontière entre la Géorgie et la Caroline du Sud. C'est à cet endroit qu'elle prend fin en Géorgie.
La section en Géorgie est la 5e plus courte pour un État sur l'Interstate 95, alors que les sections dans le Rhode Island, le Massachusetts, le Connecticut et la Pennsylvanie sont plus courtes.

## Liste des échangeurs
| Liste des sorties et échangeurs de l'Interstate 95 en Géorgie | Liste des sorties et échangeurs de l'Interstate 95 en Géorgie | Liste des sorties et échangeurs de l'Interstate 95 en Géorgie | Liste des sorties et échangeurs de l'Interstate 95 en Géorgie | Liste des sorties et échangeurs de l'Interstate 95 en Géorgie                                       | Liste des sorties et échangeurs de l'Interstate 95 en Géorgie                                       |
| Emplacement                                                   | Mile                                                          | km                                                            | #                                                             | Intersection / Destinations.                                                                        | Notes                                                                                               |
| ------------------------------------------------------------- | ------------------------------------------------------------- | ------------------------------------------------------------- | ------------------------------------------------------------- | --------------------------------------------------------------------------------------------------- | --------------------------------------------------------------------------------------------------- |
| Frontière Floride-Géorgie                                     | 0,00                                                          | 0,00                                                          | I-95 sud – Jacksonville (FL), Miami (FL)                      | I-95 sud – Jacksonville (FL), Miami (FL)                                                            | Extrémité sud de l'I-95 en Géorgie                                                                  |
| Kingsland                                                     | 1,07                                                          | 1,72                                                          | 1                                                             | Saint-Marys Rd. – Saint Marys                                                                       | premier échangeur en Géorgie; centre d'information touristique de Géorgie direction nord            |
| Kingsland                                                     | 3,27                                                          | 5,26                                                          | 3                                                             | GA-40 (East King Ave.) – Kingsland, Saint-Marys                                                     | |
| Woodbine                                                      | 5,73                                                          | 9,22                                                          | 6                                                             | Martin Luther King Blvd. – Woodbine                                                                 | |
| Woodbine                                                      | 7,23                                                          | 11,64                                                         | 7                                                             | Harriet's Bluff Rd. – Harriet's Bluff                                                               | |
| Woodbine                                                      | 14,24                                                         | 22,92                                                         | 14                                                            | GA-25 Spur – Woodbine centre                                                                        | |
|                                                               | 22,44                                                         | 36,11                                                         | 22                                                            | Horse Stamp Church Rd.                                                                              | échangeur ouvert le 3 avril 2012                                                                    |
| Waverly                                                       | 26,46                                                         | 42,58                                                         | 26                                                            | Dover Bluff Rd. ouest – Waverly                                                                     | |
| Brunswick                                                     | 29,26                                                         | 47,09                                                         | 29                                                            | US 17, US 82 ouest, GA-520 – Spring Bluff, Brunswick, Waynesville, Waycross                         | |
| Brunswick                                                     | 35,86                                                         | 57,71                                                         | 36                                                            | US 25 ouest (New Jesup Hwy.), US 341 ouest, GA-27 – Jesup, Brunswick, Eastman                       | signé 36A et 36B                                                                                    |
| Dock Junction                                                 | 37,69                                                         | 60,66                                                         | 38                                                            | GA-25 Spur, vers US 17 sud – Brunswick                                                              | |
|                                                               | 42,40                                                         | 68,24                                                         | 42                                                            | GA-99 nord – Sterling, Darien                                                                       | |
| Darien                                                        | 48,88                                                         | 78,66                                                         | 49                                                            | GA-251 sud – Cox Road, Darien                                                                       | |
| Townsend (en)                                                 | 58,32                                                         | 93,86                                                         | 58                                                            | GA-57 ouest, GA-99 – Eulonia, Ludowici                                                              | |
| Riceboro                                                      | 67,29                                                         | 108,29                                                        | 67                                                            | multiplex US 17-GA-25 – South Newport, Walthourville                                                | |
| Midway                                                        | 75,96                                                         | 122,25                                                        | 76                                                            | multiplex US 84-GA-38 ouest – Hinesville, Jesup, Sunbury (en)                                       | |
| Richmond Hill                                                 | ~82,00                                                        | ~132,00                                                       | 82                                                            | Belfast-Keller Rd.                                                                                  | |
| Richmond Hill                                                 | 87,01                                                         | 140,03                                                        | 87                                                            | US 17 (Coastal Hwy.) – Richmond Hill                                                                | |
| Richmond Hill                                                 | 89,38                                                         | 143,84                                                        | 90                                                            | GA-144 – Fort Stewart                                                                               | entrée dans la région du Grand Savannah                                                             |
| Savannah                                                      | 93,45                                                         | 150,39                                                        | 94                                                            | GA-204 – Savannah, Pembroke, Claxton                                                                | |
| Pooler                                                        | 98,76                                                         | 158,94                                                        | 99                                                            | I-16 (Jim Gillis Historic Savannah Parkway) – Savannah centre-ville, Macon, Atlanta (via I-75 nord) | sortie 157 de la I-16; échangeur cloverleaf; 10 miles à faire vers l'est pour le centre de Savannah |
| Pooler                                                        | 101,51                                                        | 163,36                                                        | 102                                                           | US 80, GA-26 – Pooler, Garden City, Bloomingdale                                                    | |
| Savannah                                                      | 103,50                                                        | 166,57                                                        | 104                                                           | Pooler Pkwy., Airways Ave. – Aéroport international de Savannah (SAV)                               | |
| Savannah                                                      | 105,92                                                        | 170,46                                                        | 106                                                           | Jimmy Deloach Pkwy. – Bloomingdale, Port Wentworth                                                  | signé 106A et 106B                                                                                  |
| Port Wentworth                                                | 108,03                                                        | 173,86                                                        | 109                                                           | GA-21, GA-30 – Springfield, Port Wentworth                                                          | dernière sortie en Géorgie                                                                          |
| Frontière Caroline du Sud–Géorgie                             | 112,03                                                        | 180,29                                                        | I-95 nord – Florence (SC)                                     | I-95 nord – Florence (SC)                                                                           | Traverse de la rivière Savannah; Extrémité nord de la I-95 en Géorgie                               |

## Disposition des voies
L'interstate 95 en Géorgie comprend 6 voies dans chaque direction, et ce, pour ses 112 miles dans l'État. Elle a été élargie de 4 à 6 voies à la fin des années 1990 et au début des années 2000. Seule une toute petite portion de l'autoroute dans l'État est à 4 voies, et c'est à la hauteur du mile 112, juste avant la rivière Savannah, soit à la frontière avec la Caroline du Sud, puisque dans cet État, la 95 est à 4 voies seulement.

## Histoire
En 1998, le sénat d'État de Géorgie a voté une résolution pour désigner la partie de l'I-95 entre l'Ogeechee (la ligne de comté de Bryan-Chatham) jusqu'au nord à la rivière Savannah dans la zone de Savannah comme la Tom P. Coleman Highway, en honneur de Tom Coleman, un démocrate qui a servi comme sénateur d'État de 1981 à 1995.
Jusqu'à 2000, l'État de la Géorgie a utilisé le système de numérotation d'échange séquentiel sur toutes ses autoroutes inter-États. La première sortie sur chaque autoroute commençait par le nombre "1" et augmentait numériquement à chaque sortie. En 2000, le ministère des Transports de la Géorgie a commuté à un système de sortie à base de kilométrage, dans lequel le numéro de sortie correspond à la borne kilométrique la plus proche.
La construction pour élargir I-95 de deux à trois voies a commencé dans le comté de Chatham en 1989.